# Monochamus sutor
Monochamus sutor es una especie de escarabajo longicornio del género Monochamus, familia Cerambycidae. Fue descrita científicamente por Linné en 1758.
Esta especie se encuentra en varios países de Europa.
Los adultos miden entre 15 y 24 mm (0,59 a 0,94 pulgadas) y las larvas miden hasta 45 mm (1,8 pulgadas).

## Subespecies
- Monochamus sutor longulus Pic, 1898
- Monochamus sutor sutor (Linnaeus, 1758)